# Gare de Ponte-Novu
Gare de Ponte-Novu vasútállomás Franciaországban, Castello-di-Rostino településen.

## Vasútvonalak
Az állomást az alábbi vasútvonalak érintik:
- Bastia-Ajaccio-vasútvonal

## Kapcsolódó állomások
A vasútállomáshoz az alábbi állomások vannak a legközelebb:
- Gare de Barchetta
- Gare de Ponte-Leccia